# Tyler Neitzel
Tyler Neitzel est un acteur américain né le 19 septembre 1991 à San Diego en Californie.

## Filmographie

### Cinéma
- 1999 : The Big Brass Ring : le petit garçon
- 1999 : Wednesday's Child : Nathan jeune
- 1999 : Ayako
- 2005 : Black and Blue : Chris
- 2006 : 300 : Léonidas jeune
- 2007 : Romantic Weirdos and the Land of Oddz : Olivier jeune
- 2009 : Signal Lost : Ethan Wright
- 2009 : Reconciliation : Grant à 18 ans
- 2010 : Freeway (en) de John Murlowski : Alex

### Télévision
- 1998 : Alerte à Malibu : Kid (1 épisode)
- 1998 : Prey : Tom Daniels jeune (1 épisode)
- 1999 : Les Enquêtes extraordinaires : le garçon dans le parc (1 épisode)
- 2000 : Crime Stike : le petit garçon (4 épisodes)
- 2001 : Power Rangers : La Force du temps (Power Rangers Time Force) : Mikey (1 épisode)
- 2004 : Le Protecteur : John Rose jeune
- 2004-2005 : Super Short Show : Partier (2 épisodes)
- 2005 : Urgences : Casey Bryson (1 épisode)
- 2005 : Preuve à l'appui : Tommy Riggs (1 épisode)
- 2010 : Brothers and Sisters : Aaron jeune (1 épisode)
- 2010 : NCIS : Los Angeles : Daniel Proeffer (1 épisode)
- 2010 : Terriers : Matthew Komack (1 épisode)
- 2012 : Esprits criminels : Hunter Wright (1 épisode)
- 2012 : Justified : Pete Jenson (1 épisode)
- 2013 : Anatomy of Violence : Sanford